# Piekło pocztowe (film)
Piekło pocztowe (oryg. Terry Pratchett's Going Postal) – dwuodcinkowa telewizyjna adaptacja książki Terry’ego Pratchetta pod tym samym tytułem w reżyserii Jona Jonesa z 2010 roku. Jest to trzecia po Wiedźmikołaju i Kolorze magii filmowa adaptacja serii Świat Dysku.

## Fabuła
(źródło: Filmweb)
Film opowiada historię oszusta – Moista von Lipwiga, który – po tym jak zostaje schwytany – staje przed wyborem pomiędzy śmiercią poprzez powieszenie a prowadzeniem upadającego urzędu pocztowego. 

## Obsada
- Richard Coyle – Moist von Lipwig
- David Suchet – Reacher Gilt
- Charles Dance – patrycjusz Havelock Vetinari
- Claire Foy – Adora Belle Dearheart
- Marnix Van Den Broeke – pan Pompa
- Steve Pemberton – Drumknott
- Andrew Sachs – Tolliver Groat
- Tamsin Greig – panna Cripslock
- Ingrid Bolsø Berdal – sierżant Angua
- Adrian Schiller – pan Gryle
- Ian Bonar – Stanley Howler
- Madhav Sharma – Horsefry
- Timothy West – Mustrum Ridcully
- Terry Pratchett – listonosz

## Zdjęcia
Zdjęcia do filmu realizowane były na terenie Węgier (Budapeszt).